# Fred Hellerman
Fred Hellerman (* 13. Mai 1927 in  Brooklyn, New York; † 1. September 2016 in Weston, Connecticut) war ein US-amerikanischer Gitarrist, Folksänger, Produzent und Songwriter. Hellerman war zusammen mit Pete Seeger, Lee Hays und Ronnie Gilbert ein Gründungsmitglied der US-amerikanischen Folkband The Weavers. Er schrieb einige Folk- und Protestsongs (u. a. Come Away Melinda).
Hellerman ist der Sohn jüdischer Einwanderer aus Lettland. Während seiner Dienstzeit in der US-Küstenwache brachte er sich das Gitarrespielen bei. Nach seiner Entlassung dort studierte er am Brooklyn College Englisch.
Hellerman gab der US - Folkszene einen enormen Schub durch das Arrangement von Goodnight Irene von Huddie Ledbetter, das 1950 an der Spitze der Billboard-Charts stand. Trotzdem litten Hellerman und die Weavers bald unter der Hexenjagd auf vermutete Kommunisten in der McCarthy-Ära. Fernsehauftritte und Konzerte wurden abgesagt. Hellerman wurde 1955 ins Komitee für unamerikanische Umtriebe geladen, um Fragen über eine mögliche Mitgliedschaft in der kommunistischen Partei zu beantworten.
1967 produzierte er das Album Alice’s Restaurant von Arlo Guthrie.